# Luunja (plaats)
Luunja (Duits: Probsthof) is een plaats in de Estlandse gemeente Luunja, provincie Tartumaa. De plaats heeft de status van groter dorp of vlek (Estisch: alevik) en telt 555 inwoners (2021). Luunja is de hoofdplaats van de gemeente.
Luunja ligt aan de rivier Emajõgi. Aan de overzijde liggen Kaagvere en Vana-Kastre in de gemeente Kastre.

## Geschiedenis
Luunja werd voor het eerst genoemd in een document uit 1503 onder de naam Lunia. Het behoorde oorspronkelijk tot het landgoed van Põvvatu. In de tijd van het Hertogdom Lijfland werd het bestuurscentrum van het landgoed verplaatst naar Luunja.
Het landhuis van het landgoed bestaat niet meer, maar het park eromheen, aangelegd in de 18e eeuw, maar sterk veranderd in de 19e eeuw, en een aantal bijgebouwen zijn bewaard gebleven. Sommige bijgebouwen zijn in slechte staat. Op de plaats van het landhuis staat nu het gemeentehuis.
In 1977 kreeg Luunja de status van vlek.

## Geboren in Luunja
- Eduard Sõrmus, de ‘rode violist’ (1878-1940)

## Foto's

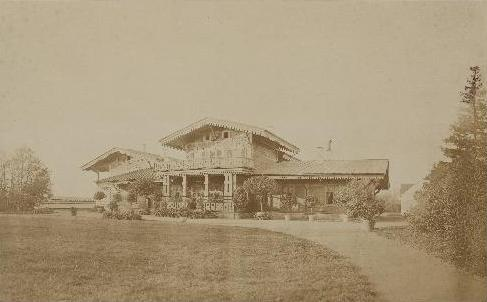
Het landhuis van Luunja, foto uit de jaren 1880-1890
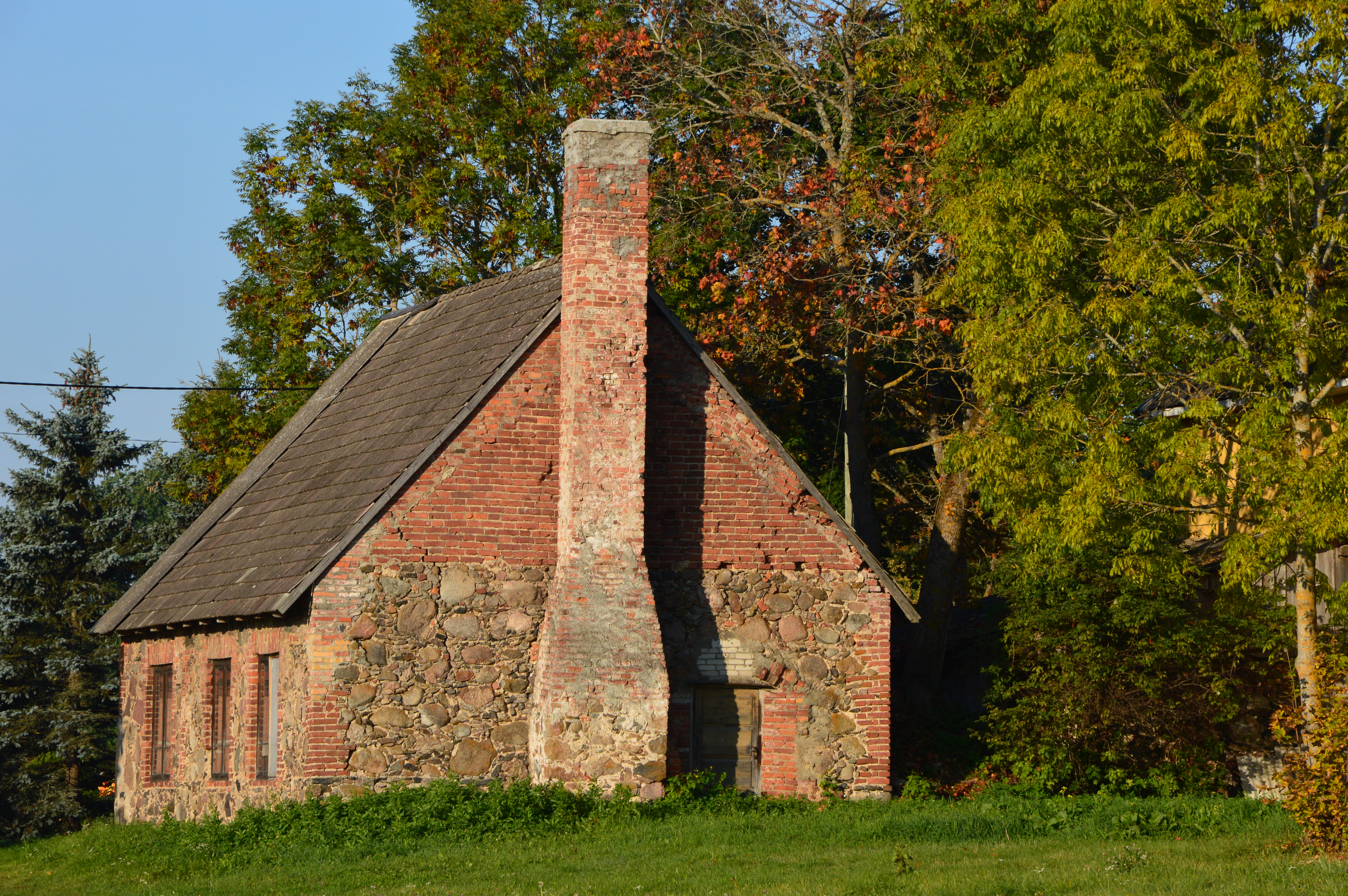
De vroegere smidse van het landgoed
De veeschuur van het landgoed
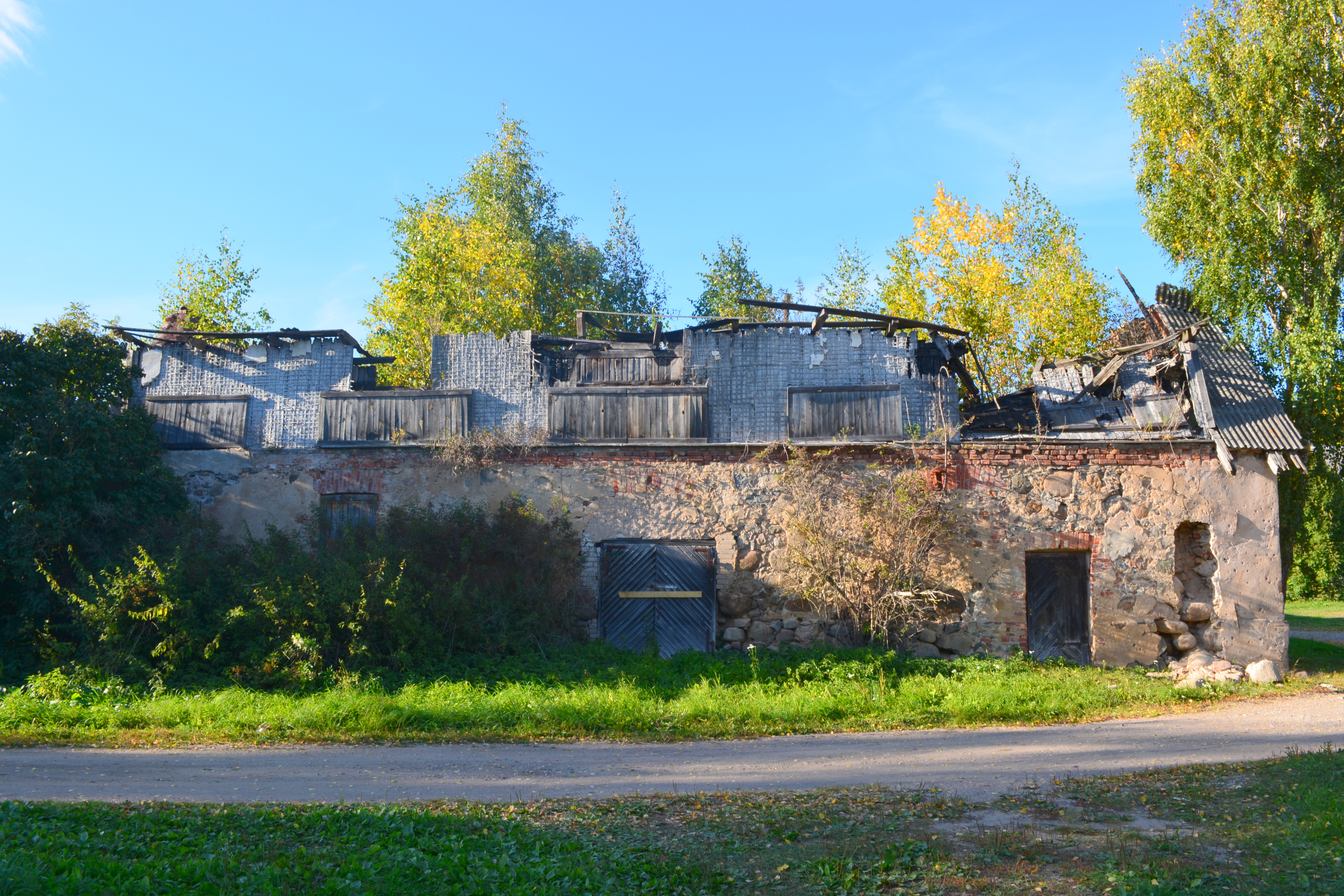
De vroegere wodkastokerij
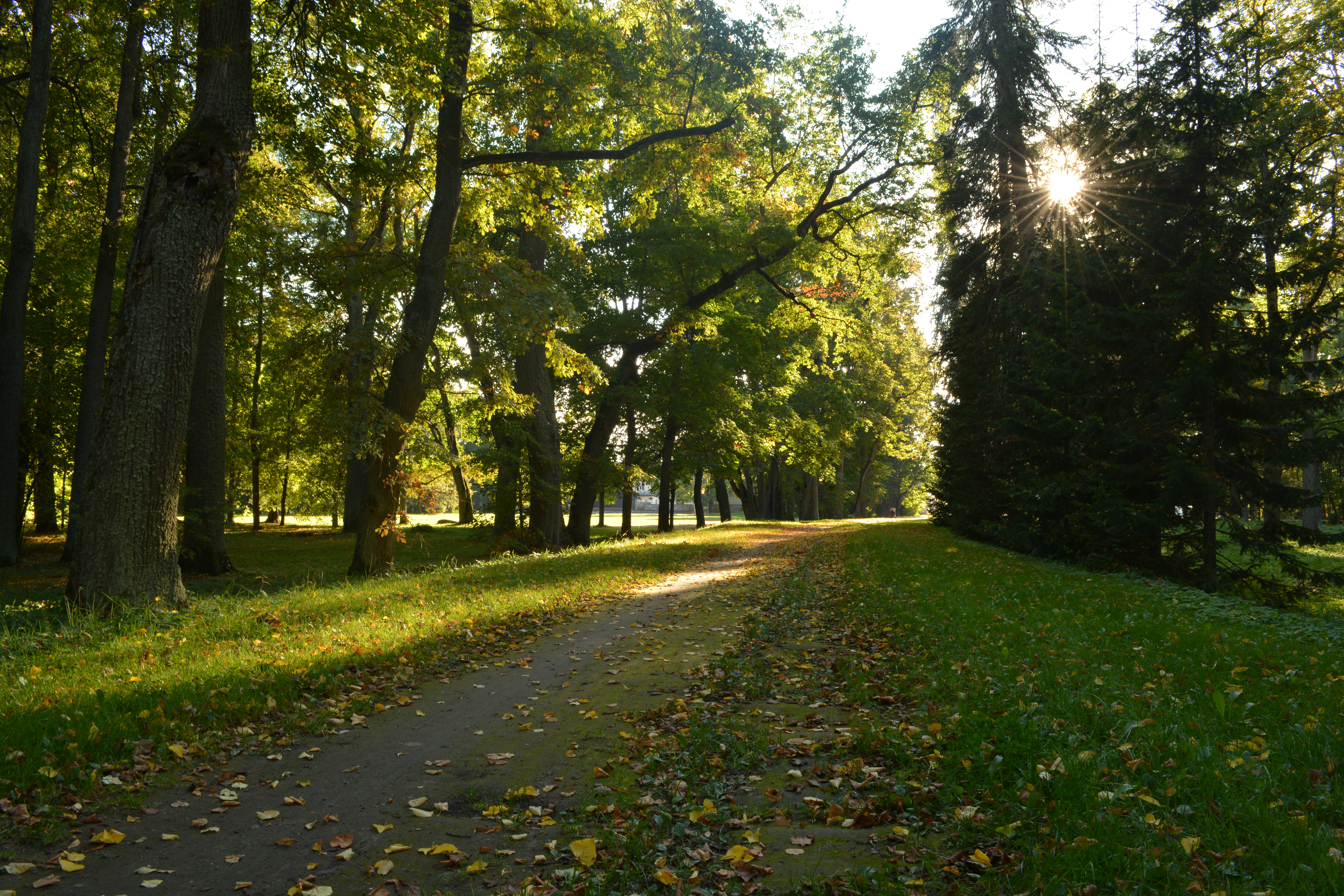
Het park van het landgoed
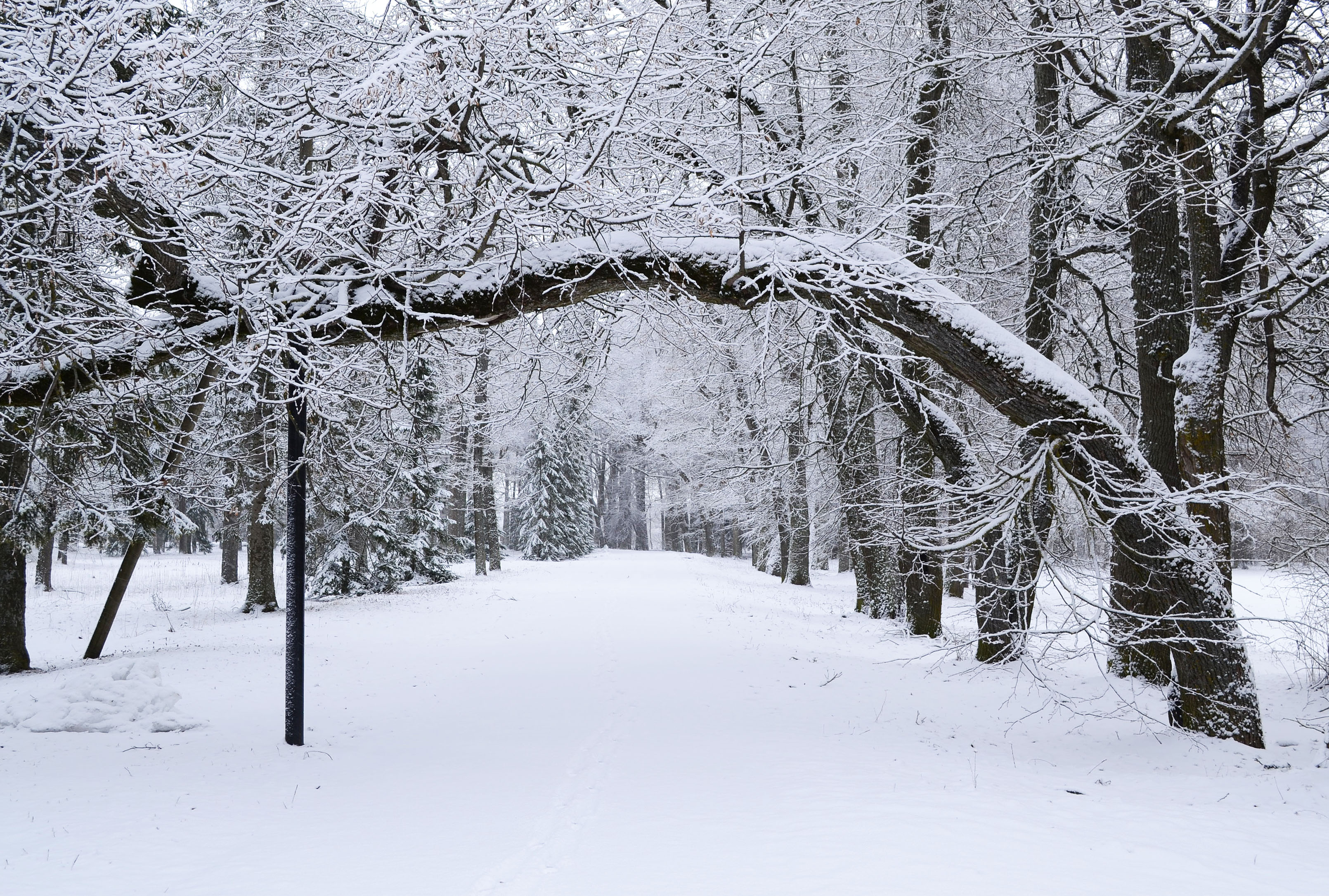
Het park in de winter
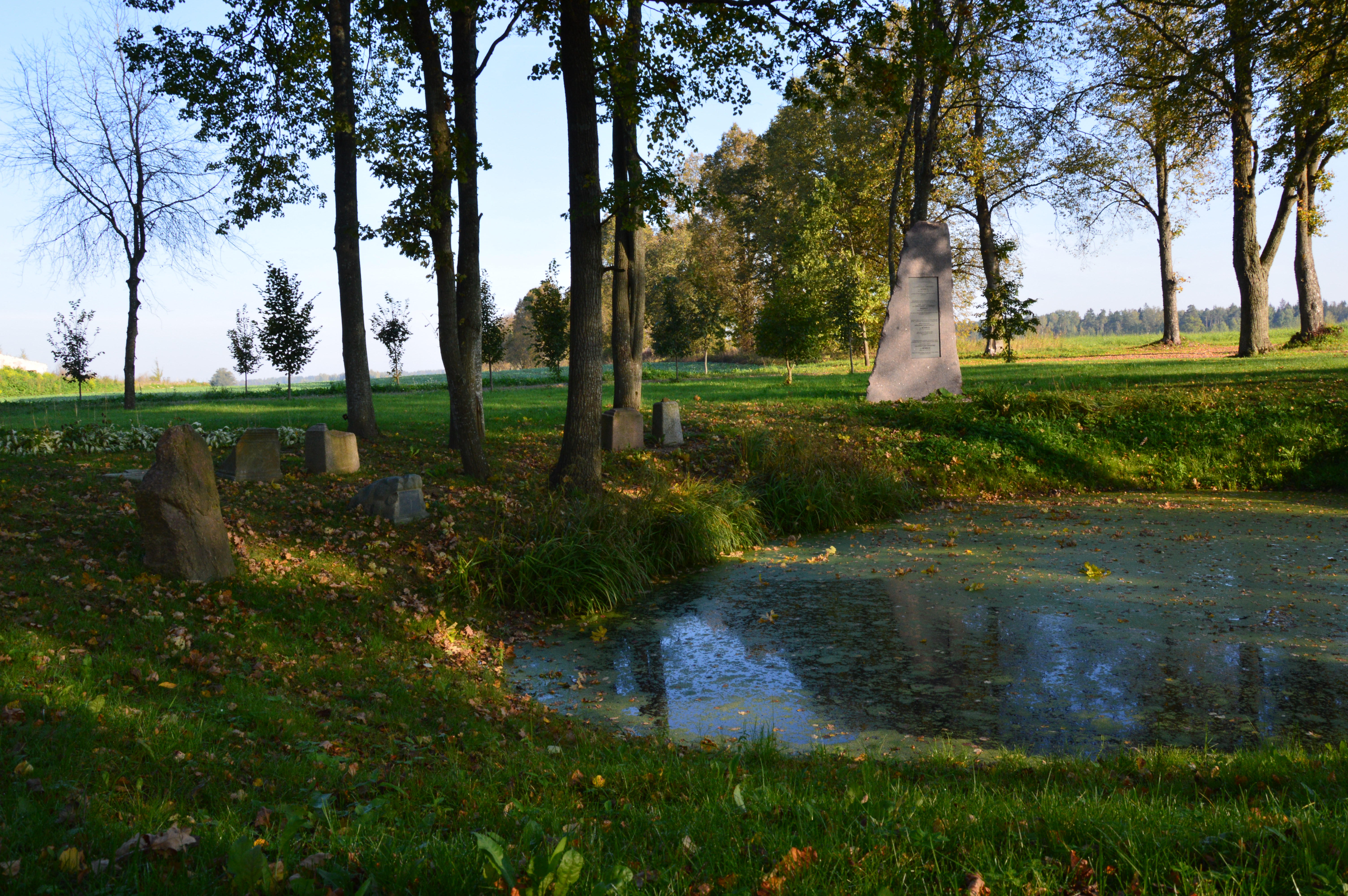
Het kerkhof van het landgoed
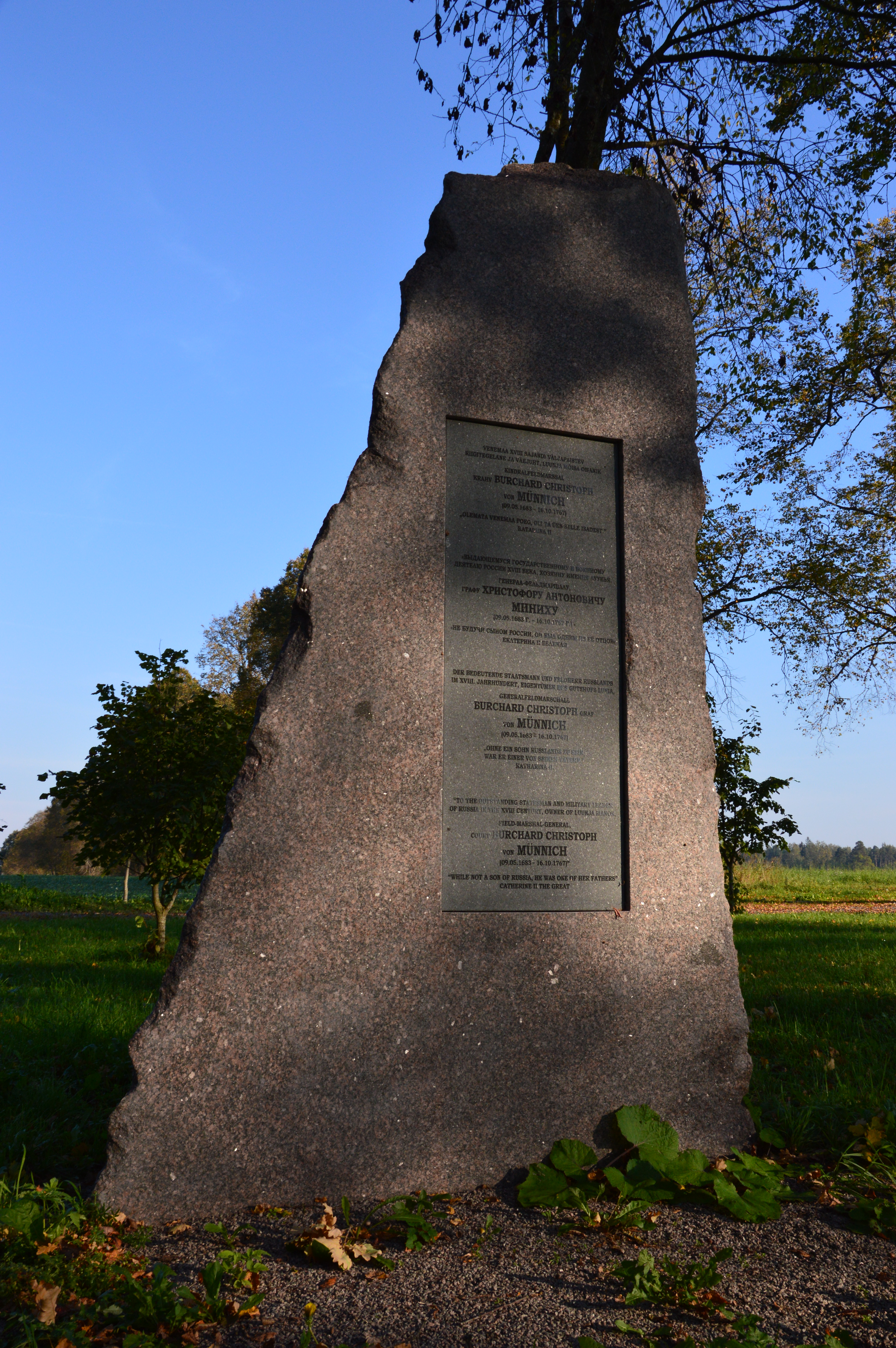
Gedenksteen voor Burchard Christoph von Münnich, een van de vroegere eigenaren van het landgoed